# Las Vega's
Las Vega's es una telenovela nocturna chilena transmitida desde el 17 de marzo  al 17 de julio de 2013 por Canal 13. Comenzó a grabarse en junio de 2012, siendo la tercera telenovela de ese tipo de la estación. Es protagonizada por Francisca Imboden, Lorena Bosch, María José Bello y Josefina Montané.

## Argumento
La familia Vega Díaz vive feliz hasta que repentinamente muere el patriarca del clan, dejando en el desamparo total a su esposa, Verónica Díaz (Francisca Imboden), y a sus tres hijas: Mariana (Lorena Bosch), Antonia (María José Bello) y Camila (Josefina Montané).
Estas cuatro mujeres, además de enterarse de varios hechos desconocidos de su fallecido familiar, deberán enfrentar graves problemas económicos, pero un night club secreto que este tenía y que ellas descubrirán, será una nueva oportunidad para empezar de cero, orientándolo al público femenino.
Hasta allí llegarán a trabajar como vedettos Vicente (Mario Horton), Pedro (Cristián Arriagada), Robinson (Álvaro Gómez) y José Luis (Cristián Campos),  dando comienzo, así, a una serie de aventuras y desventuras en torno a este local nocturno.

## Elenco
- Francisca Imboden como Verónica Díaz.
- Lorena Bosch como Mariana Vega
- María José Bello como Antonia Vega
- Josefina Montané como Camila Vega
- Julio Milostich como Álvaro Sandoval.
- Pablo Macaya como Mauro Durán.
- Mario Horton como Vicente Acuña.
- Cristián Arriagada como Pedro Vargas
- Álvaro Gómez como Robinson Martínez.
- Cristián Campos como José Luis Bravo.
- Katty Kowaleczko como Teresa Acuña.
- Catalina Guerra como Rocío Muñoz.
- Claudio Arredondo como Germán Soto.
- Pablo Schwarz como Boris Vallejos.
- Héctor Morales como Benjamín Ossandón
- Paula Sharim como Magdalena Gutiérrez
- Paulo Brunetti como Javier Riesco.
- Verónica Soffia como Natalia Silva.
- Cristo Montt como Carlitos Vega.
- Antonella Orsini como Lorena Riesco
- Ignacio Garmendia como Juan Pablo Vallejos
- Fedra Vergara como Belén Valdebenito.

## Participaciones
- Ramón Farías como Hernán Aguirre.
- Alejandro Trejo como Carlos Vega.
- Claudia Pérez como Mónica Urrejola.
- Sandra O'Ryan como Fernanda Valdés.
- Pablo Ausensi como Jefe de Vicente.
- Verónica González como Luisa.
- Noelia Arias como Roxana Olivera.
- Felipe Ríos como Saúl.
- Eduardo Cumar como Traficante.
- Catalina Olcay como Jéssica Pavez.
- Javier Baldassare como Gutiérrez.
- Matias Stevens como Novio.
- Loreto González como Daniela.
- Sebastián Arrigorriaga como Cristián.
- Teresa Munchmeyer como Señora Ana.
- Agustín Moya como Sr. Acuña.
- Edinson Díaz como Rubén / Ramón.
- Natalia Aragonese como Scarlet.
- Christian Ocaranza como Alex.
- Gabriel Martina como Pibe.
- María Eugenia García-Huidobro como Vanessa.
- Aldo Parodi como Profesor de teatro.
- Mariana Prat como Directora del jardín infantil.
- Luz María Yacometti como Señora del registro civil.
- Martín Carcamo como Cameo.
- Tonka Tomicic como Cameo.
- Francisco Saavedra como Cameo.
- Dominique Gallego como Cameo.

## Audiencia
| Horario                | # Eps. | Estreno             | Estreno         | Final               | Final           | Posición | Temporada | Medio Alto |
| Horario                | # Eps. | Data                | Primer capítulo | Data                | Último capítulo | Posición | Temporada | Medio Alto |
| ---------------------- | ------ | ------------------- | --------------- | ------------------- | --------------- | -------- | --------- | ---------- |
| Domingo - Jueves 22:30 | 77     | 17 de marzo de 2013 | 27,4            | 17 de julio de 2013 | 27              | 1        | 2013      | 19,8       |